# Lodetto
Lodetto è una frazione del comune di Rovato. Seconda per numero di abitanti, ma prima come estensione territoriale. Conta circa 1 400 abitanti.

## Geografia fisica

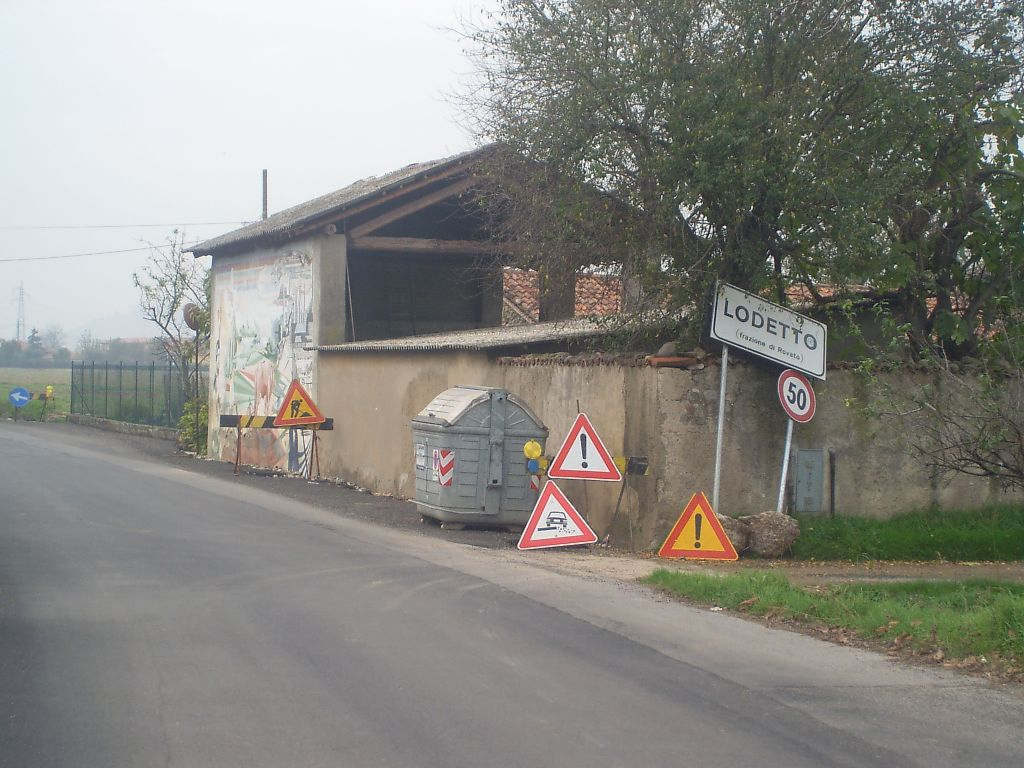
Ingresso da via Albarelle

Sorge su un'area un tempo paludosa, che più di 400 anni fa venne bonificata.
Il paese è diviso in due dalla linea ferroviaria Milano – Venezia e per questo motivo durante la seconda guerra mondiale la località fu obiettivo di molti bombardamenti. A nord del paese, passa inoltre l'ex statale 11, via di collegamento tra Milano e Verona.

## Origini del nome
Il nome del paese deriva dalla famiglia dei Lodetti, padri fondatori di questo paesello. Varie famiglie si sono succedute ai Lodetti, l'ultima delle quali è stata la famiglia Bona. L'ultima persona proveniente dall'originario ceppo della famiglia Bona è scomparsa nel 2005.

## Cultura

### Ricorrenze
Patrono del paese è san Giovanni Battista che si festeggia il 24 giugno. Dal 2000 il paese festeggia il suo patrono nel fine settimana che precede il 24 giugno con una festa all'interno dell'oratorio con cucina e musica tipica bresciana.
Inoltre a partire dall'ultimo lunedì del mese di giugno, ogni anno dal 2003 viene proposto alla popolazione di Lodetto e non, un torneo notturno di calcio a sette giocatori in memoria di Maurizio Pontoglio e Ricca Veronica.

## Geografia antropica

### Urbanistica
Il centro del paese è Piazza Vittoria, dove si trova sia la chiesa intitolata a San Giovanni Battista sia l'oratorio e il centro sportivo San Luigi Gonzaga.

## Economia
Nell'ampia campagna vengono coltivati principalmente mais e foraggio. Sono presenti aziende agricole che si occupano di allevamento di bestiame da latte e agricoltori contoterzisti. Nonostante la principale attività sia l'agricoltura, sono presenti anche officine meccaniche di precisione e due camicerie.